# Знак «Шахтёрская слава»
Нагрудный знак «Шахтёрская слава» — ведомственная награда (нагрудный знак), учреждённая в 1956 году по инициативе Министра угольной промышленности СССР А. Ф. Засядько. Награда имеет три степени, из которых высшей является первая. Награждение производится, как правило, последовательно: знаком III степени, знаком II степени, знаком I степени.

## Статус
Знаком «Шахтёрская слава» награждаются работники угольной (сланцевой) промышленности и шахтного строительства за безупречную работу и выслугу лет: 
- рабочие, руководители и специалисты;
- постоянно занятые на подземных и открытых работах в действующих и строящихся угольных (сланцевых) шахтах и разрезах при непрерывном стаже работы:

- для III степени — не менее 5 лет;
- для II степени — 8 лет;
- для I степени — 10 лет.

- другие работники отрасли, обеспечивающие деятельность предприятий угольной (сланцевой) промышленности и шахтного строительства, могут награждаться при непрерывном стаже работы:

- для III степени не менее 10 лет;
- для II степени — 15 лет;
- для I степени — 20 лет.

В отдельных случаях за особые достижения в создании, внедрении и освоении новой техники и технологии, прогрессивных форм организации труда и управления, за мужество и инициативу, проявленные при ликвидации аварий и спасении людей, и другие заслуги награждение знаком «Шахтёрская слава» может производиться без учёта непрерывного стажа работы.
Знаком «Шахтёрская слава» могут награждаться работники других отраслей народного хозяйства, органов государственной власти и управления, иностранные граждане за активное сотрудничество и содействие в развитии угольной промышленности.
Работникам, награждённым знаком «Шахтёрская слава», вручается нагрудный знак установленного образца, выдаётся удостоверение на право его ношения, в трудовую книжку вносится соответствующая запись с указанием даты и номера приказа о награждении.
После распада СССР нагрудный знак «Шахтёрская слава» приказом Министерства энергетики РФ от 14 июля 2008 года был сохранён как его ведомственная награда. Положение о нагрудном знаке «Шахтёрская слава» утверждено приказом Минэнерго России от 2 декабря 2008 года № 238. Дизайн награды идентичен знаку советского образца. Знак сохранился в Казахстане и на Украине в таком же в дизайне, как и советский.

## Описание нагрудного знака
Нагрудный знак выполнен в виде пятиугольника, в центре которого размещены: изображения шахтёрской символики — два скрещённых молотка, по верху которых — пятиконечная звезда, в нижней части знака — надпись «Шахтёрская слава», внизу в овале — степень знака (I, II, III).
Нагрудный знак прикрепляется к колодке с помощью ушка и двух цепочек золотистого цвета, на колодке для этого есть два ушка.
Основа знака — бронзового цвета, шахтёрская символика — золотистого (на знаке II степени — серебристого), звёздочка на знаке первой степени покрыта эмалью красного цвета, на знаках II и III степени звёздочка из металла золотистого и серебристого цвета соответственно.

## Кавалеры
1. Аксёнов, Владлен Владимирович — заместитель Министра Российской Федерации по делам гражданской обороны, чрезвычайным ситуациям и ликвидации последствий стихийных бедствий (с 2017 по 2018).
2. Ахметов, Ринат Леонидович — украинский бизнесмен и политик, экономист, банкир и промышленный деятель.
3. Бобров, Иван Владимирович — советский учёный, горный инженер, профессор, доктор технических наук, один из основоположников теории борьбы с внезапными выбросами угля и газа в шахтах.
4. Богатиков, Юрий Иосифович — советский и украинский эстрадный певец (баритон), Народный артист СССР.
5. Богословский, Никита Владимирович — советский и российский композитор и дирижёр, публицист и прозаик, Народный артист СССР.
6. Борзых, Василий Лаврентьевич —  шахтёр треста «Краснолучуголь» г. Красный Луч, Украинская ССР, Герой Социалистического Труда.
7. Братченко, Борис Фёдорович — советский партийный и государственный деятель, заместитель председателя Совета Министров Казахской ССР, Министр угольной промышленности СССР (с 1965 по 1985).
8. Воробьёв, Александр Акимович — советский учёный, ректор Томского политехнического института (с 1944 по 1970), профессор, доктор физико-математических наук, Член-корреспондент АПН СССР.
9. Гайдук, Виталий Анатольевич — украинский бизнесмен и  государственный деятель, секретарь Совета национальной безопасности и обороны Украины (с 2006 по 2007).
10. Говор, Александр Николаевич —российский бизнесмен, нефтяник и ресторатор, владелец ООО «ГиД», под управлением которой находилось более 25 ресторанов сети «Макдоналдс» в Сибири. С 2022 года — владелец сети ресторанов «Вкусно — и точка».
11. Загладько, Любовь Александровна — начальник производственной смены ЦОФ "Киевская", г.Донецк.
12. Зубаков Владимир Васильевич — подземный горномонтажник г. Белово
13. Игумнов, Геннадий Вячеславович — российский политик, губернатор Пермской области (с 1996 по 2000).
14. Кобзон, Иосиф Давыдович — советский и российский эстрадный певец (баритон), музыкально-общественный деятель и педагог.
15. Кордилевский, Владимир Станиславович — советский и российский заслуженный шахтёр, бригадир водоотлива шахты им. Ленина, г. Новошахтинск, Ростовская обл, Донбасс.
16. Корчак, Андрей Владимирович — советский и российский учёный, ректор Московского государственного горного университета (с 2007 по 2012), профессор, доктор технических наук.
17. Конарев, Николай Семёнович — министр путей сообщения СССР (с 1982 по 1990), член Центрального комитета КПСС.
18. Кузюков, Фёдор Фёдорович — советский партийный и государственный деятель, горный инженер, заместитель Министра угольной промышленности СССР (с 1965 по 1984).
19. Курехин, Виктор Вениаминович — ректор Кузбасского политехнического института, профессор, доктор технических наук, академик РАЕН, Заслуженный деятель науки Российской Федерации.
20. Ландык, Валентин Иванович — украинский промышленник и политик, Народный депутат Верховной рады Украины II, IV—VII созывов, Герой Украины.
21. Литвин, Иван Фёдорович — советский промышленник, директор Бачатского угольного разреза имени 50-летия Октября (с 1964 по 1983), Герой Социалистического Труда, лауреат Государственной премии СССР.
22. Литвинов, Владимир Григорьевич — украинский промышленный и политический деятель, народный депутат Украины V созыва, Герой Украины.
23. Марченко, Александр Станиславович — заслуженный работник угольной промышленности СССР и РФ.
24. Миансарова, Тамара Григорьевна — советская и российская эстрадная певица (лирическое сопрано), Народная артистка России.
25. Мостовой, Павел Иванович — советский государственный деятель, заместитель Председателя Совета Министров СССР (с 1989 по 1990).
26. Нагуманов, Владимир Александрович — горнорабочий очистного забоя 5-го разряда шахты «Бутовская» (ранее «имени 25 съезда КПСС») государственного предприятия «Макеевуголь».
27. Найдов, Михаил Иванович — советский горный инженер, партийный деятель, Председатель Кемеровского исполкома (с 1990 по 1991).
28. Огородников, Павел Николаевич — советский рабочий, бригадир забойщиков шахты № 10-16 (затем шахта "Центральная") города Сучан (ныне г. Партизанск) Приморского края, Герой Социалистического Труда, Почетный гражданин г. Партизанска.
29. Панов, Андрей Дмитриевич — советский государственный деятель, Первый заместитель Председателя Госплана СССР, горный генеральный директор 1 ранга, ученый.
30. Ресин, Владимир Иосифович — российский государственный и политический деятель, депутат Государственной думы VI, VII и VIII созывов, член комитета Госдумы по транспорту и строительству.
31. Ржевский, Владимир Васильевич — советский учёный, ректор Московского горного института (с 1962 по 1987), академик РАН, лауреат Государственной премии СССР.
32. Сабиров, Анатолий Гусманович — командир Сахалинского отряда ВГСО;отряда ВГСО Урала; Норильского отряда ВГСО (2005 - н.в.).
33. Сапожников, Александр Викторович - электрослесарь подземный, шахта им. А.Ф. ЗАСЯДЬКО
34. Сафохин, Михаил Самсонович  — ректор Кузбасского политехнического института, профессор, доктор технических наук, заслуженный деятель науки и техники, член-корреспондент Академии естественных наук РСФСР
35. Сергеев, Артём Фёдорович — советский военачальник, один из основателей зенитных ракетных войск СССР, генерал-майор артиллерии.
36. Соколов, Эдуард Михайлович — советский и российский учёный, ректор Тульского государственного университета (с 1979 по 2006), профессор, доктор технических наук.
37. Сорочинский, Иван Игнатьевич — бригадир добычного участка № 8 шахты Октябрьская (Воркута), Герой Социалистического Труда.
38. Стаханов, Алексей Григорьевич — советский шахтёр, новатор угольной промышленности, основоположник Стахановского движения, Герой Социалистического Труда.
39. Тулеев, Аман Гумирович — советский и российский политический и государственный деятель, губернатор Кемеровской области (с 1997 по 2018).
40. Фахрутдинов, Фасхиттин Фархеевич — проходчик рудника Дарасунский, Герой Социалистического Труда, почётный гражданин Читинской области.
41. Фокин, Витольд Павлович — советский и украинский государственный и политический деятель, Премьер-министр Украины (с 1990 по 1992).
42. Цеев, Владимир Сагидович — советский шахтёр, новатор угольной промышленности, блокадник, бригадир шахтопроходчиков, проживает в Карачаево-Черкесской Республике.
43. Шемякин, Евгений Иванович — советский и российский ученый в области механики горных пород, профессор, доктор физико-математических наук, академик Академии наук СССР, академик РАН.
44. Шмулевич, Исаак Леонтьевич — советский горный инженер.С его активным участием были построены и своевременно сданы в эксплуатацию двадцать шахт. Две из них в Донбассе, восемь в Кузбассе и десять в Караганде.
45. Шпектор, Игорь Леонидович — российский политик, мэр городского округа Воркута (с 1998 по 2007), член Общественной палаты Российской Федерации.
46. Щадов, Михаил Иванович — советский промышленник, специалист в области добычи угля открытым способом, Министр угольной промышленности СССР (с 1985 по 1991), член Центрального комитета КПСС.
47. Яковлев, Фёдор Михайлович — советский шахтер, забойщик шахты «Серверный Маганак», г. Прокопьевск, Кузбасс
48. Пушкарёв, Виктор Михайлович — советский и российский заслуженный шахтёр, начальник участка шахта Нагорная Пермский край
49. Приезжев, Николай Сергеевич - генеральный директор Баварского угольного разреза. Кузбасс.